# FS Ludwig Prandtl
 (août 2019).
Le FS Ludwig Prandtl est un navire océanographique allemand (FS, en allemand : Forschungsschiff) spécialement conçu pour les eaux peu profondes (estuaires, zones côtières telles que la mer des Wadden en mer du Nord et les eaux de Bodden (en) en mer Baltique). Le navire appartient au Centre Helmholtz-Gemeinschaft  et est géré par la compagnie de navigation F. Laeisz (en).
Le physicien allemand Ludwig Prandtl a donné son nom au navire.

## Historique
Le Ludwig Prandtl a été construit sur le chantier naval Heinrich Grube à Hambourg pour le Centre Helmholtz-Geesthacht. La pose de la quille a eu lieu le 1er juillet 1982, le lancement le 25 avril 1983. L'achèvement du navire a eu lieu en mai 1983. En 2002, le navire a été rallongé.

## Données techniques et équipement
Le navire est propulsé par deux moteurs diesel quatre cylindres douze cylindres construits par MAN Truck & Bus AG d’une puissance de 365 kW chacun, qui agissent sur deux hélices de gouvernail. Le navire atteint une vitesse de 12 nœuds. De plus, il est équipé d'un propulseur d'étrave.

## Missions
Le navire est équipé pour la recherche d’une grue pliante hydraulique, d’un treuil d’admission et d’un dispositif de remorquage d’instruments de mesure. A bord se trouve un laboratoire. Le navire est principalement utilisé pour des missions de recherche d’une journée dans la zone côtière.

## Galerie

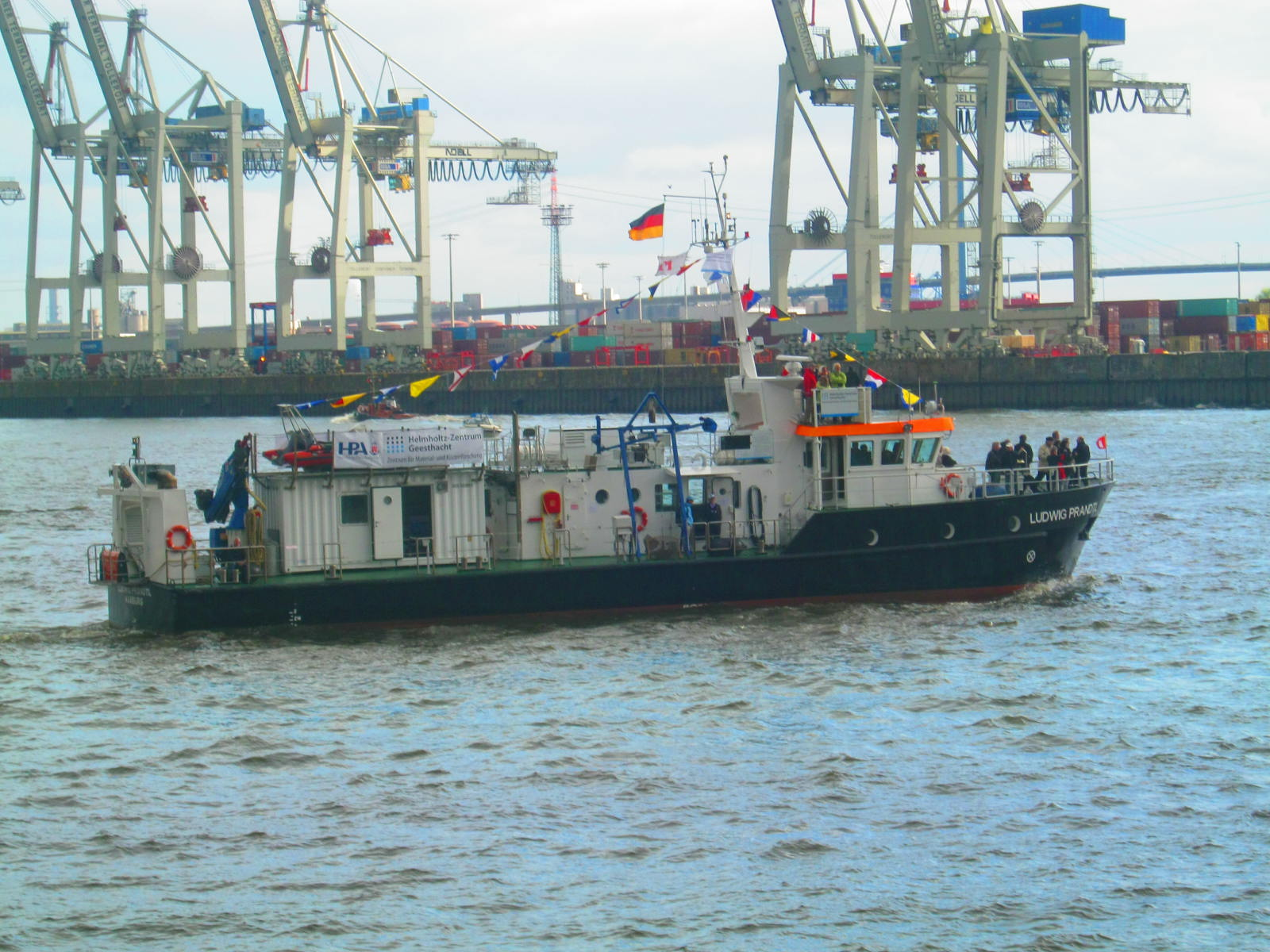
Ludwig Prandtl
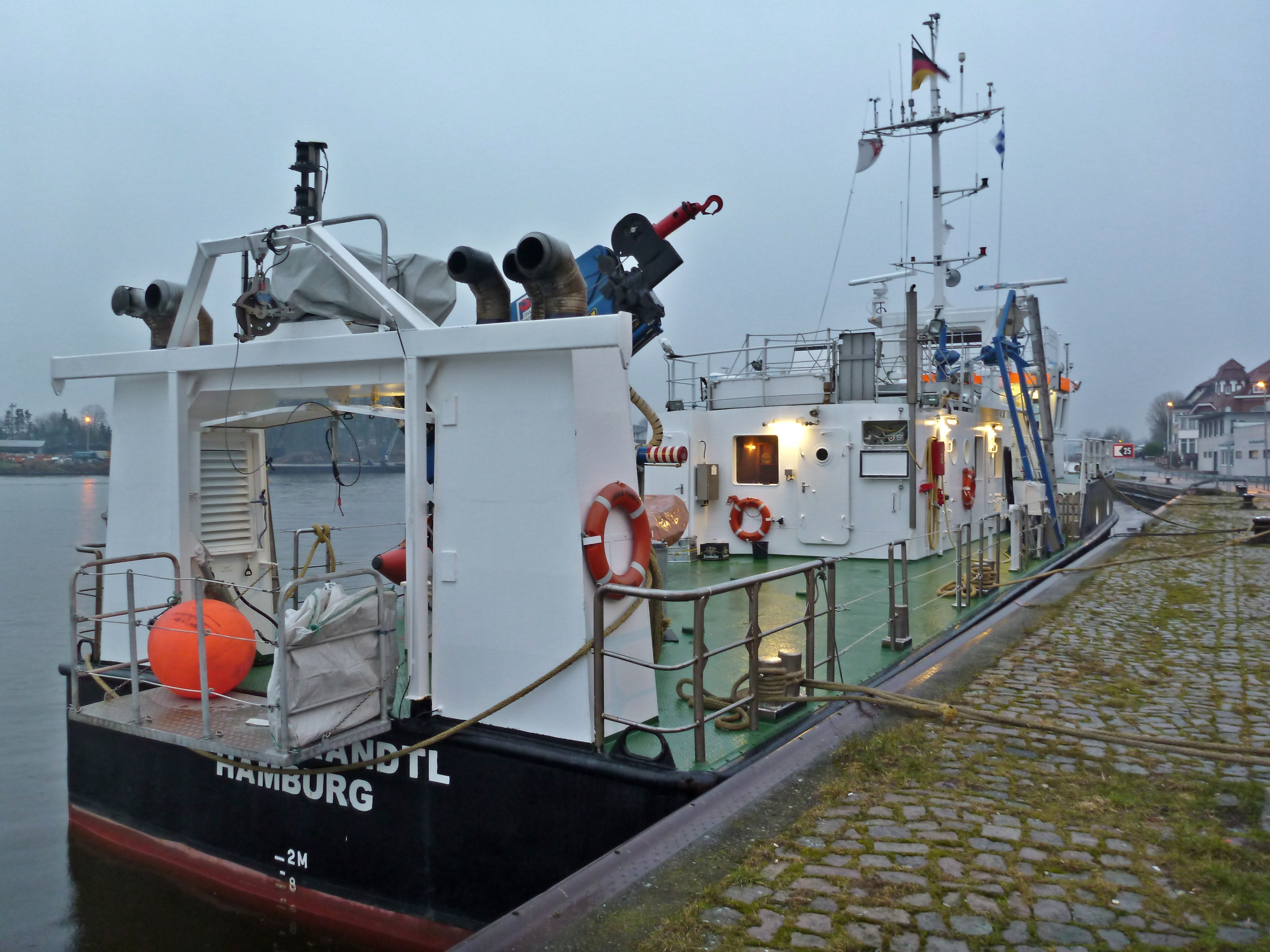
Ludwig Prandtl
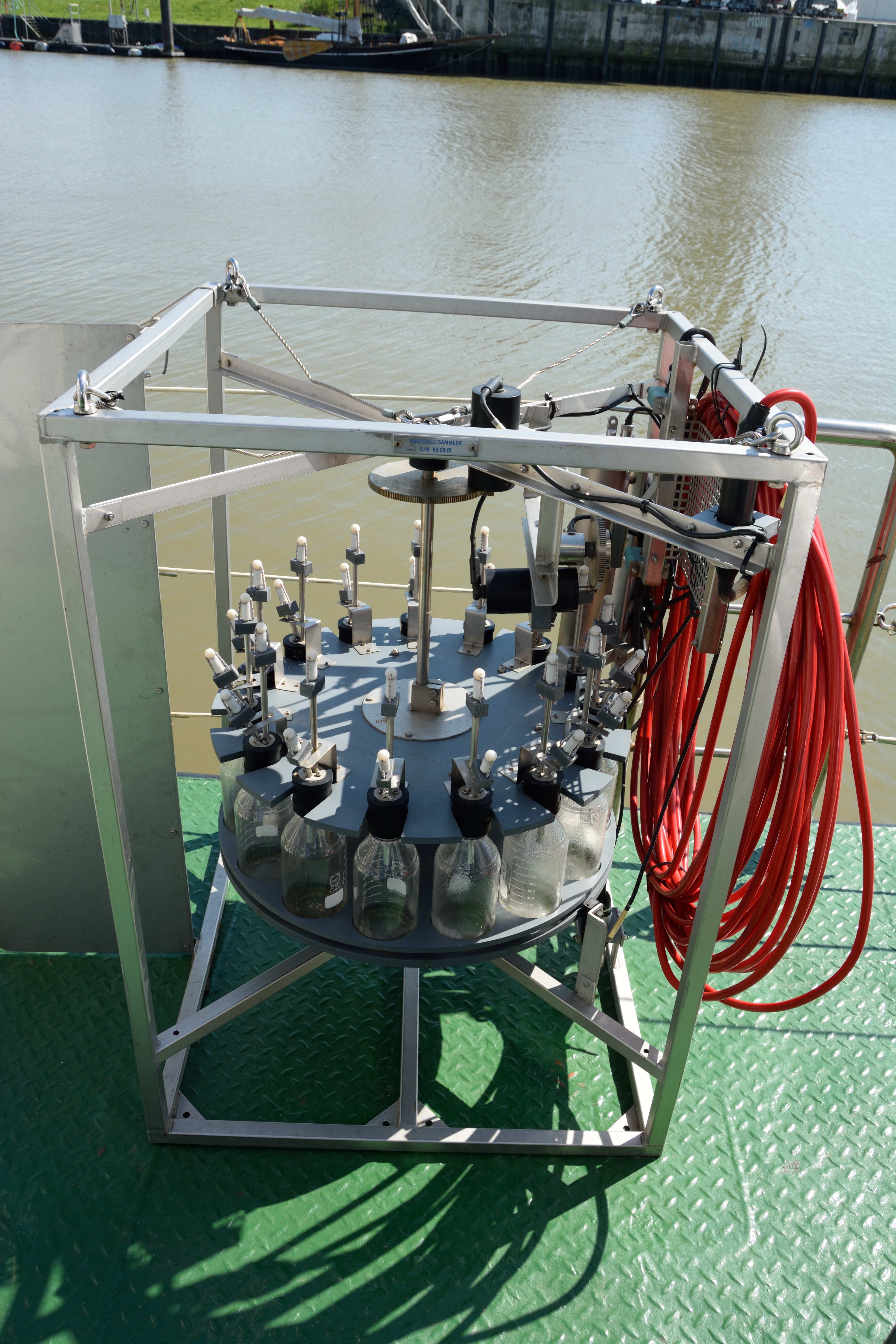
Glückstadt NIK

### Note et référence
1. ↑  Site Helmholtz
2. ↑  Ludwug Prandtl - Site F. Laeisz

- (de) Cet article est partiellement ou en totalité issu de l’article de Wikipédia en allemand intitulé « Ludwig Prandtl (Schiff) » (voir la liste des auteurs).